# Tach Khaouli

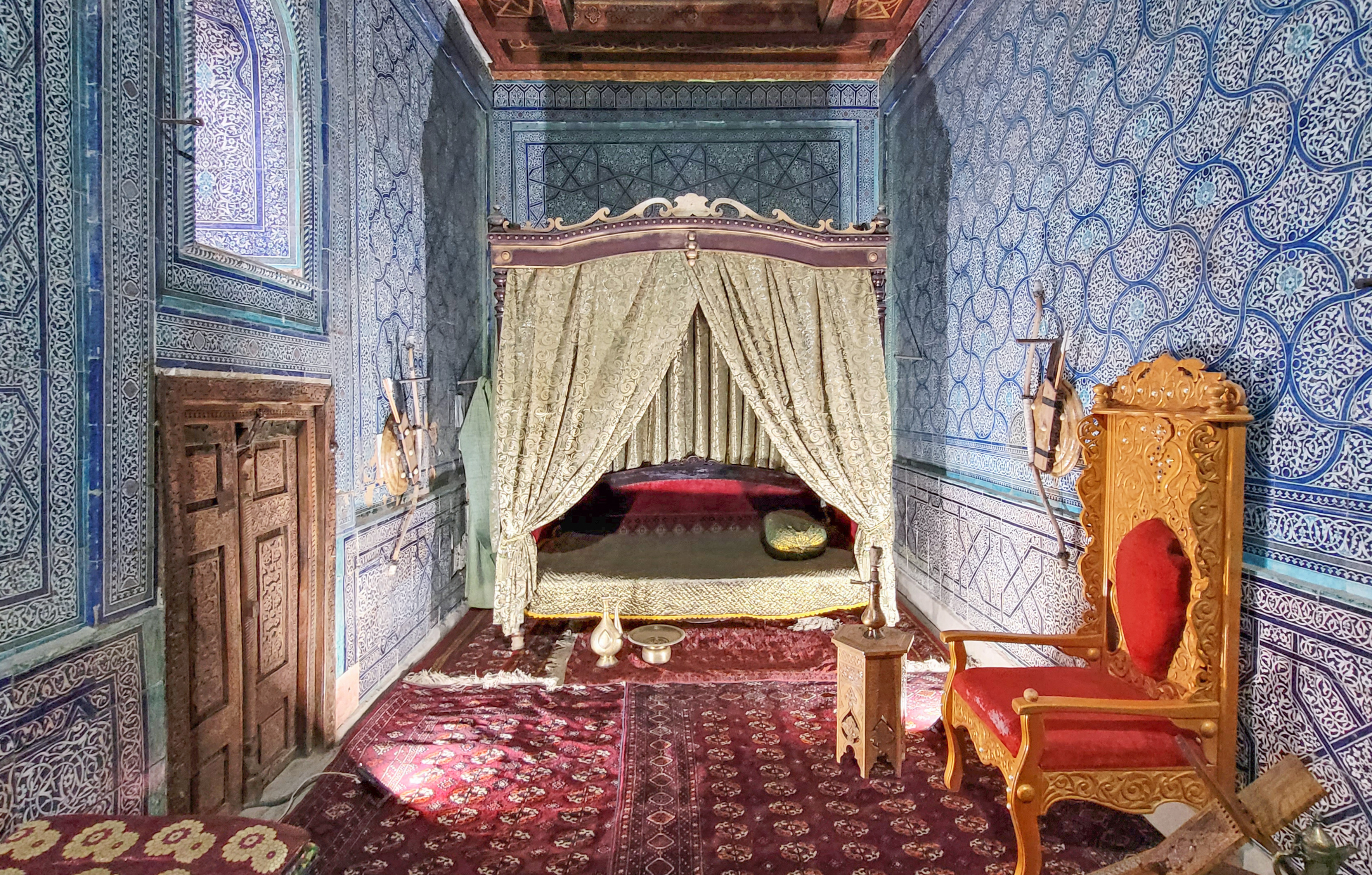
Salle du Tach Khaouli

Le Tach Khaouli, ou palais de pierre, est un palais situé à Khiva (Ouzbékistan) dans le quartier fortifié d'Itchan Kala, dont l'ensemble est inscrit au patrimoine mondial de l'Unesco depuis 1990.
Il a été construit de 1830 à 1841 pour le souverain du khanat de Khiva, Alla Kouli Khan, et comprend plus de deux cent-soixante pièces autour de trois cours: celle du harem dans la partie nord, celle du Ichrat Khaouli (ou salle d'audience, ou en persan Mekhmonkhaneh), construite en 1830-1832, située dans le quart sud-est et enfin celle de la cour de justice (ou Arz Khaouli), dans le quart sud-ouest (1837-1838).

## Ichrat Khaouli
Cette partie est disposée autour d'une cour carrée avec une loge du côté sud soutenue par un pilier de bois sculpté où se tenait le khan pour recevoir ses invités en audience, ainsi que les ambassades. Ceux-ci étaient installés dans la partie est où ils pouvaient déployer leur tente, ou yourte, sur deux plateformes circulaires. L'ensemble est décoré de majoliques bleues.

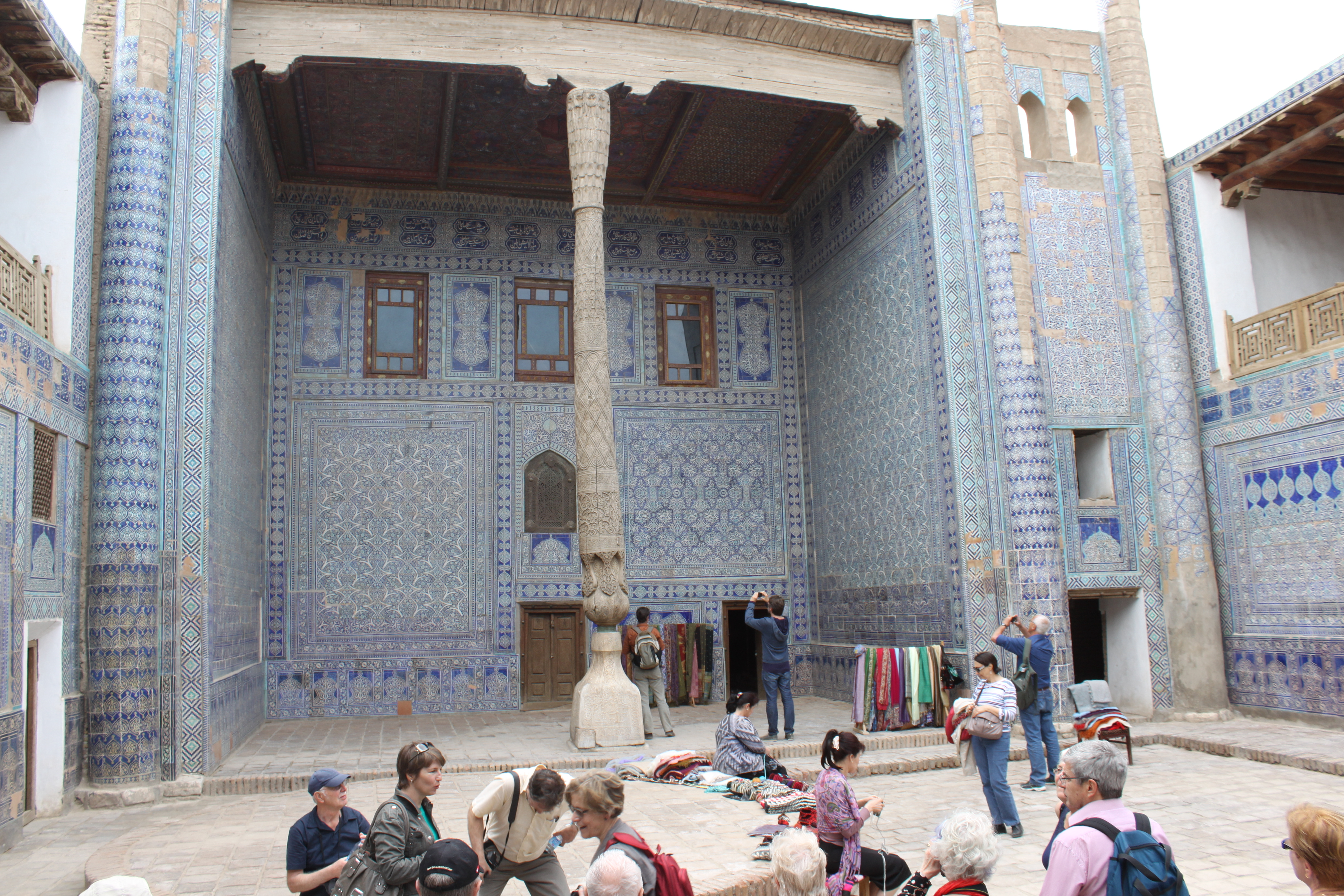
La Cour de réception
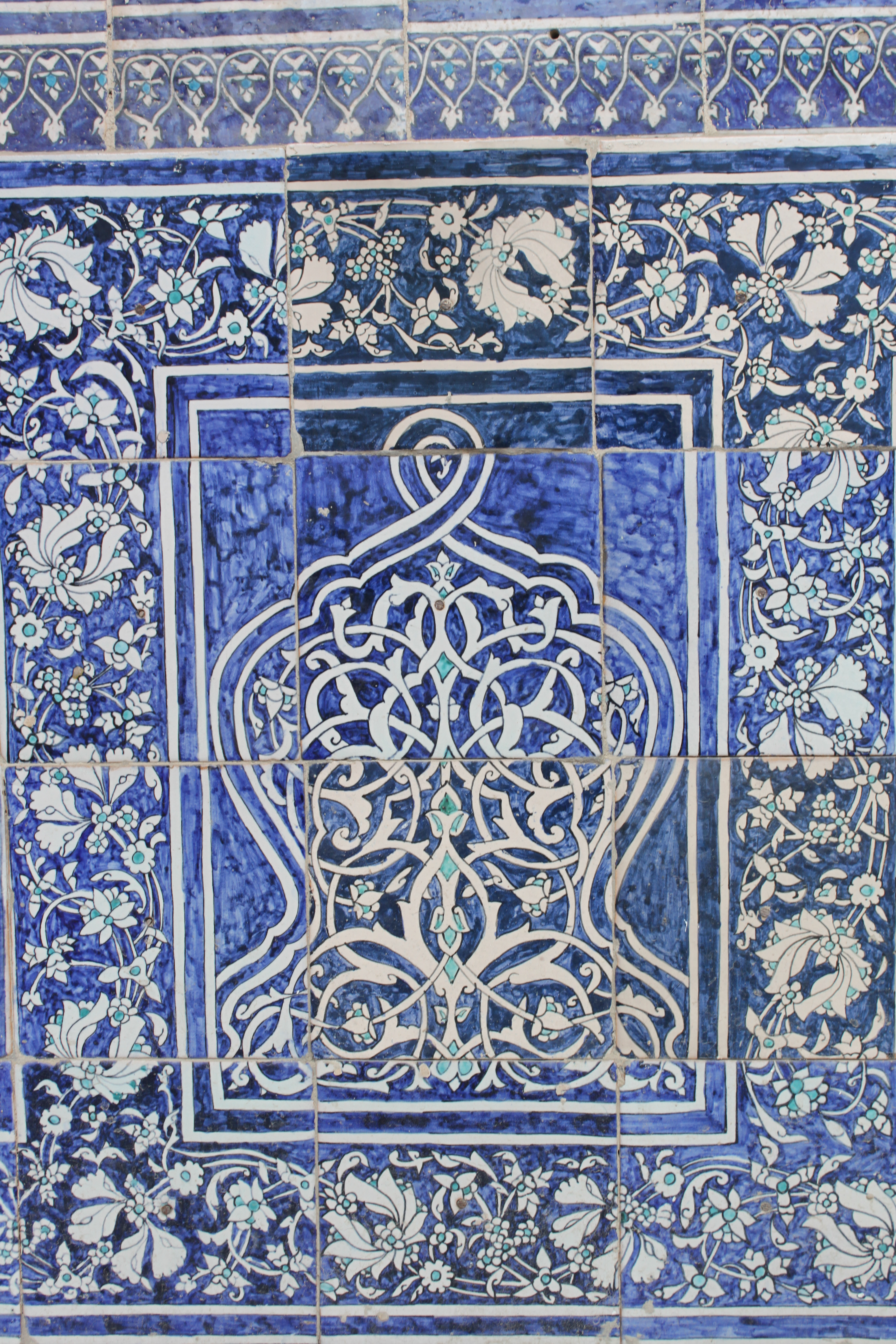
Détail des majoliques de la cour
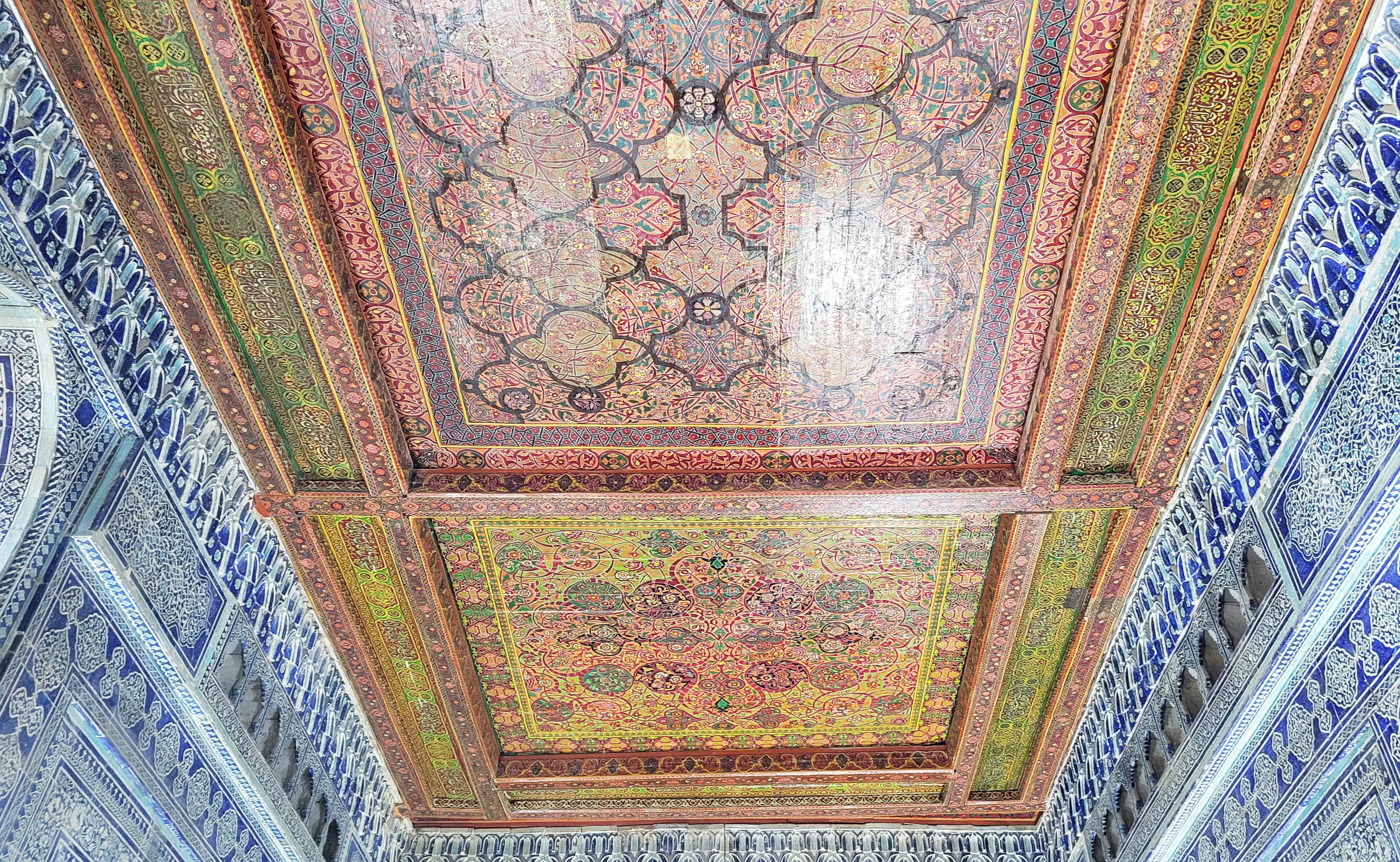
Détail du plafond

## Harem
Le harem, première partie à être construite, est disposé autour d'une cour rectangulaire avec cinq loges soutenues chacune d'un pilier de bois sculpté. Quatre loges étaient dévolues aux quatre épouses légitimes du khan et la cinquième, la plus grande, au khan.
Les appartements sont tous conçus selon la même architecture : une haute loge (ou loggia) ouverte en direction du nord-ouest, pour l'été et une pièce attenante pour les mois d'hiver. L'ensemble est décoré de majoliques bleues et blanches, œuvre d'Abdoullah Djinn. Les plafonds en bois sont décorés de motifs jaunes et rouges.

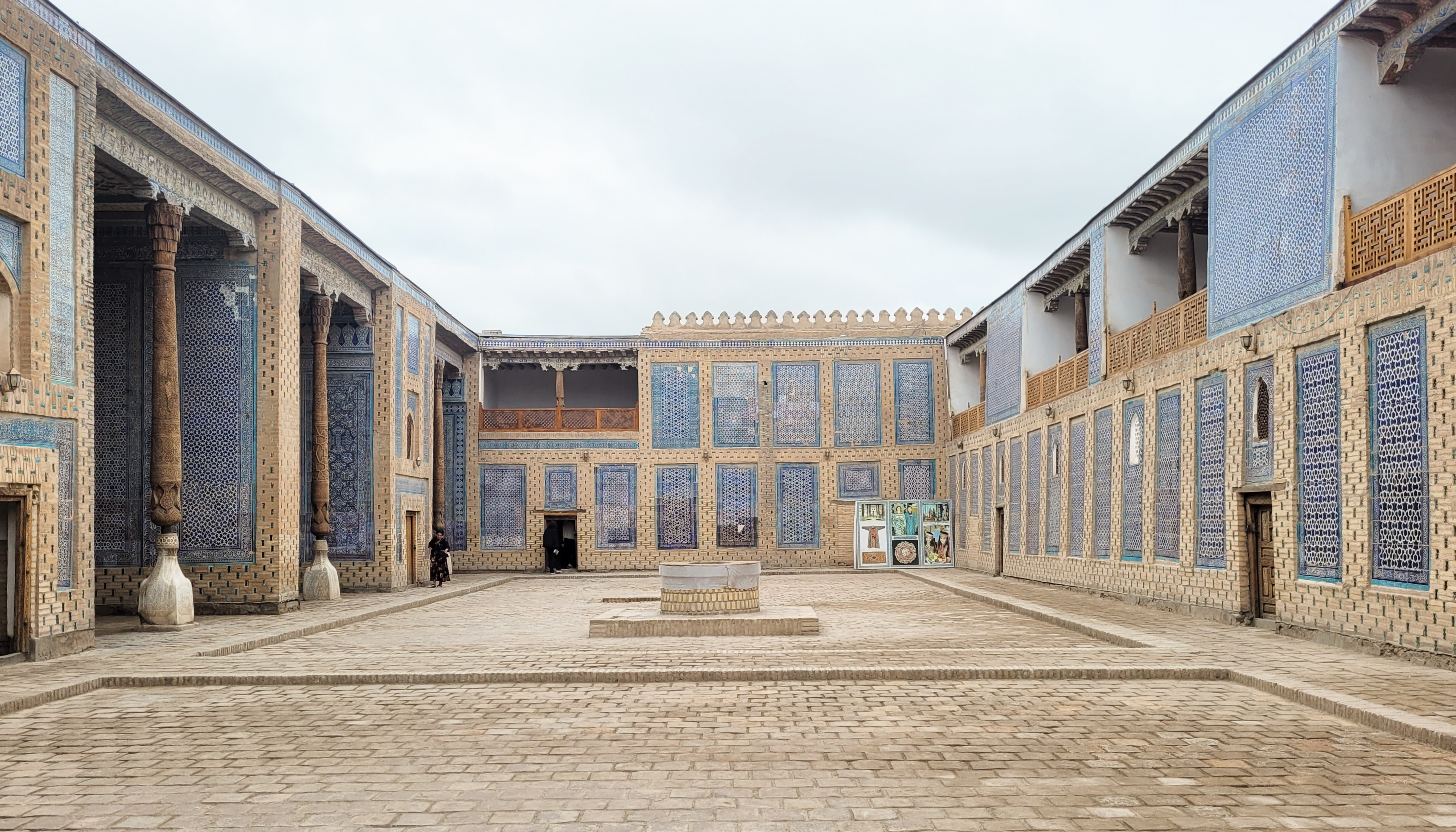
Vue de la cour du harem
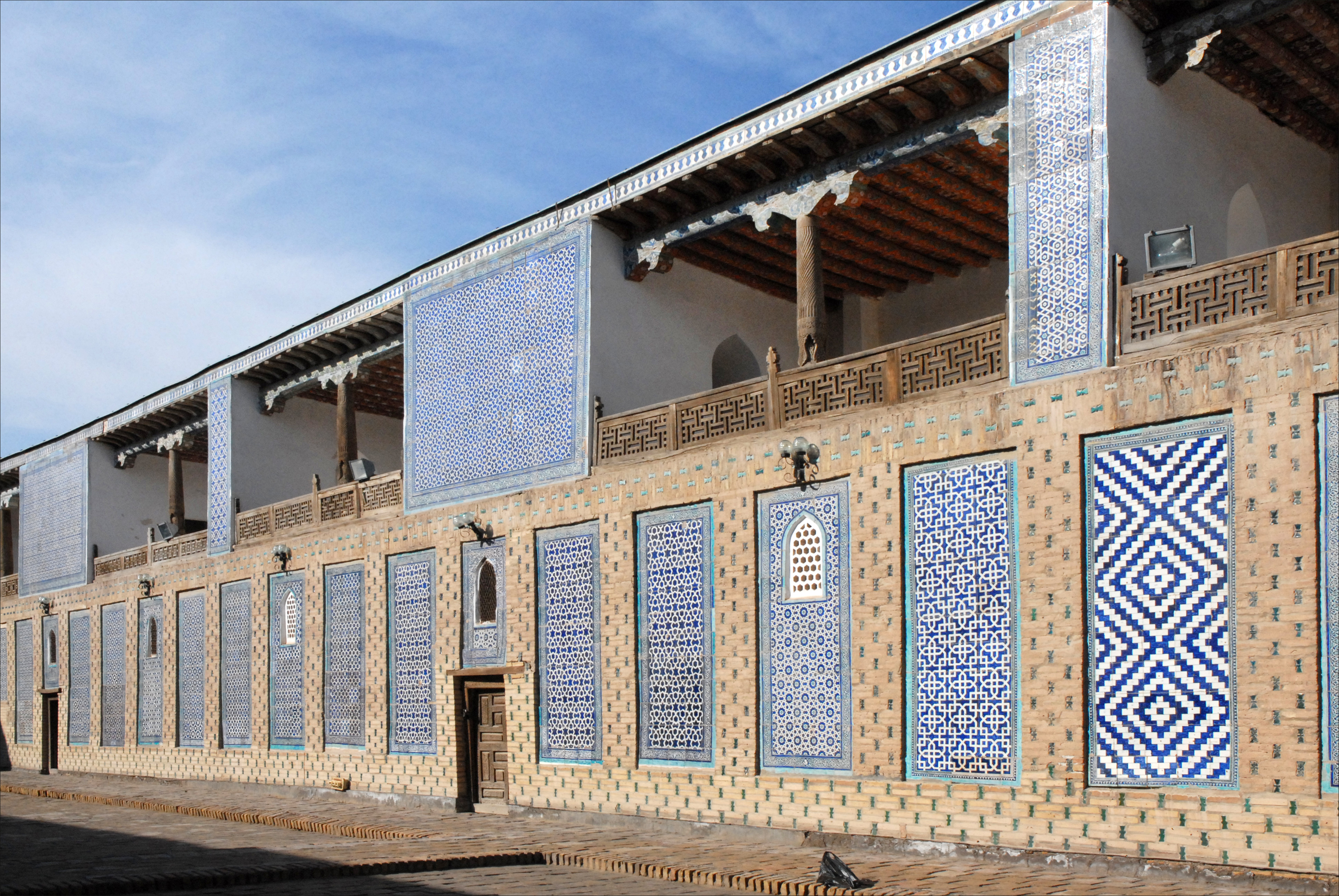
Vue des appartements et des panneaux de majoliques
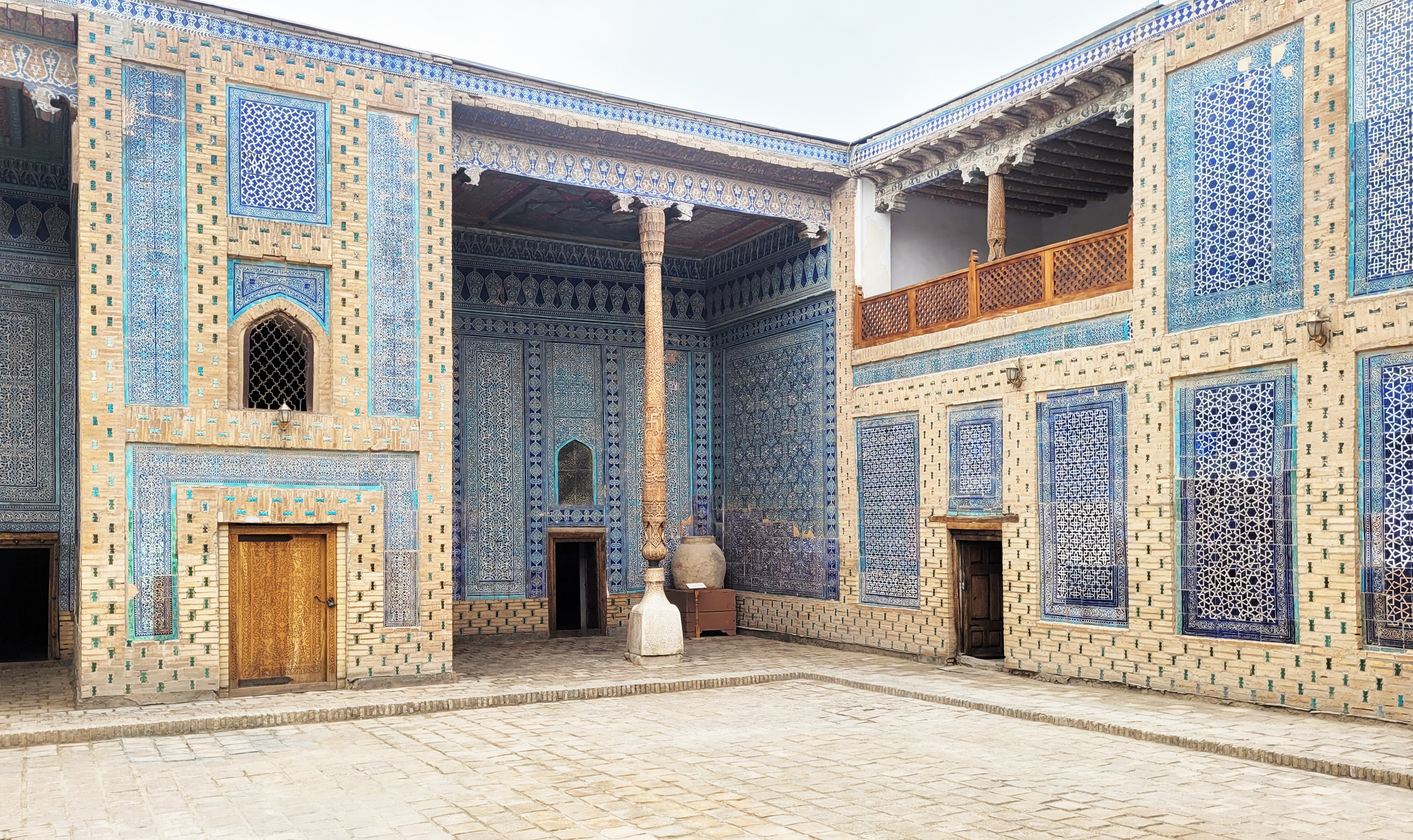
Vue des loges des épouses
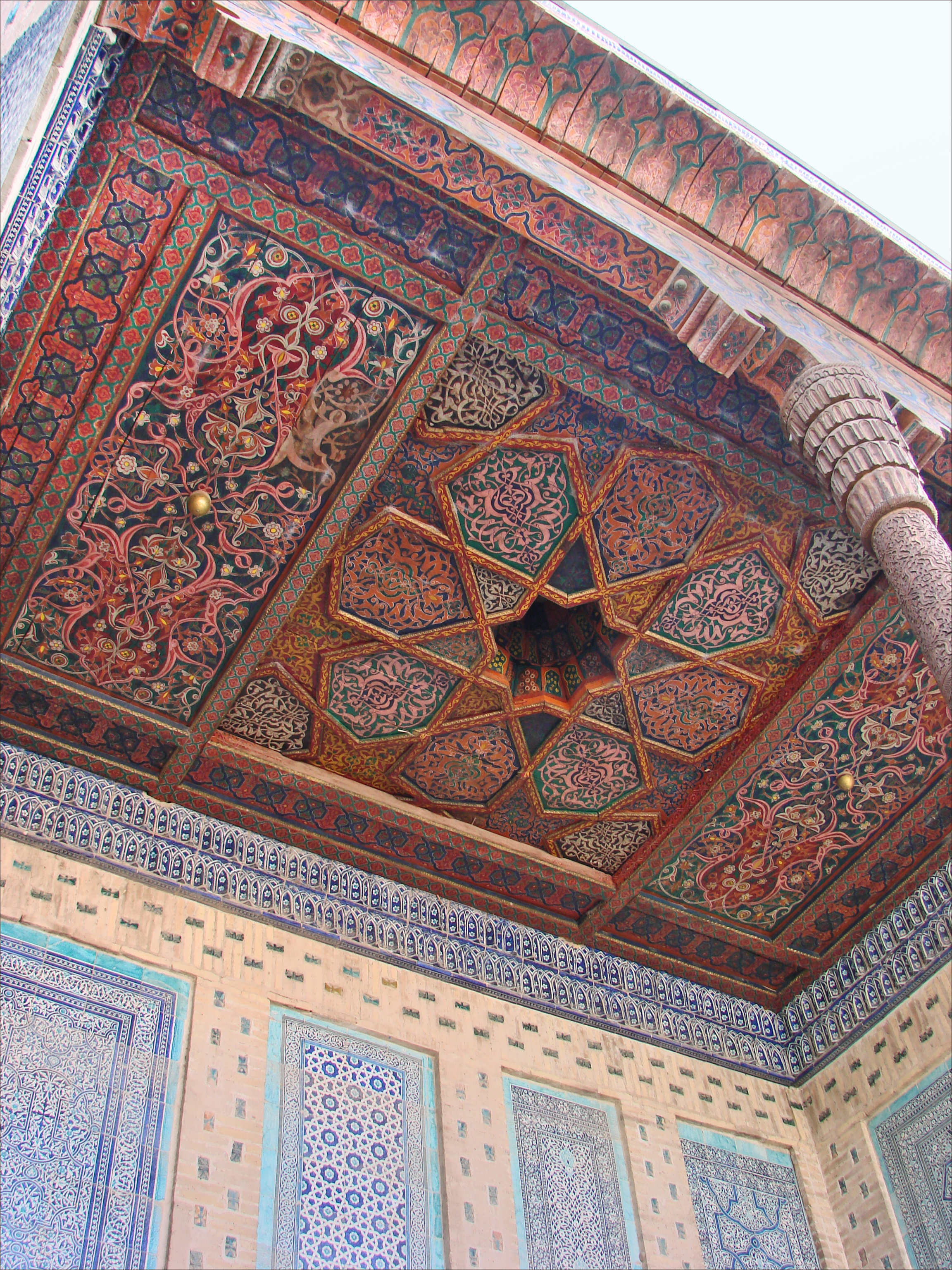
Plafond d'une des loges
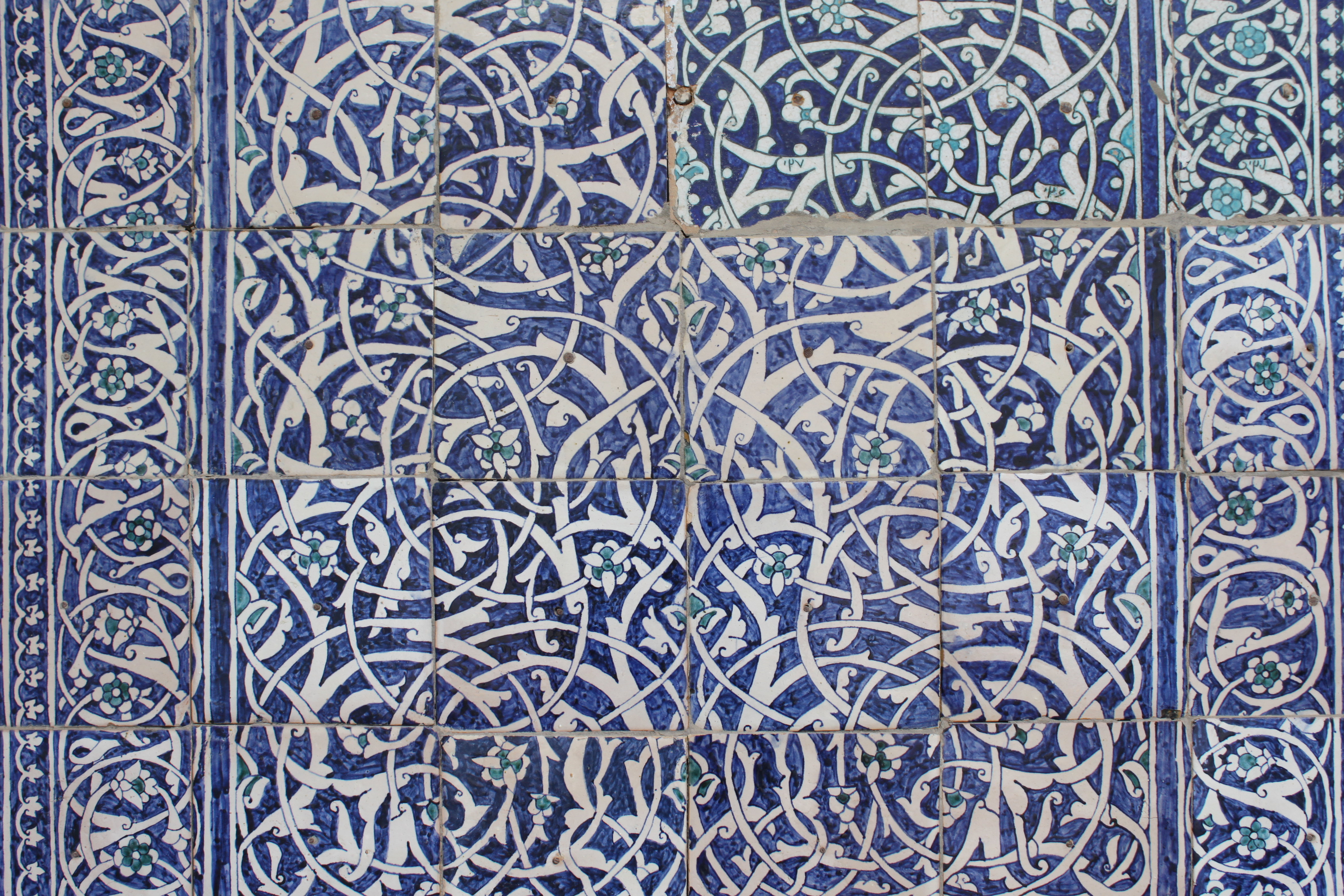
Détail des carreaux de céramique du harem

La décoration de l’ensemble se caractérise essentiellement par des carreaux de faïence à motifs géométriques et floraux de tonalités bleue et blanche. Les parois sont incrustées de petits éléments de couleur vert jade qui rappellent un symbole zoroastrien.

### Arz Khaouli
La Cour de Justice, ou Arz Khaouli, ou encore en persan Arzkhaneh, était le lieu où le khan tranchait les litiges et rendait justice. Cette partie se trouve dans le quart sud-ouest du palais. Elle est deux fois plus grande que l'Ichrat Khaouli. Les murs sont eux aussi décorés de revêtements de faïence. Deux escaliers latéraux permettent l’accès à la plateforme surélevée de l’iwan (ou loggia) au fond duquel se trouvent trois portes. Une plateforme destinée à installer une yourte est disposée dans la cour, dans le prolongement de la colonne de l a loggia, en parfaite symétrie.

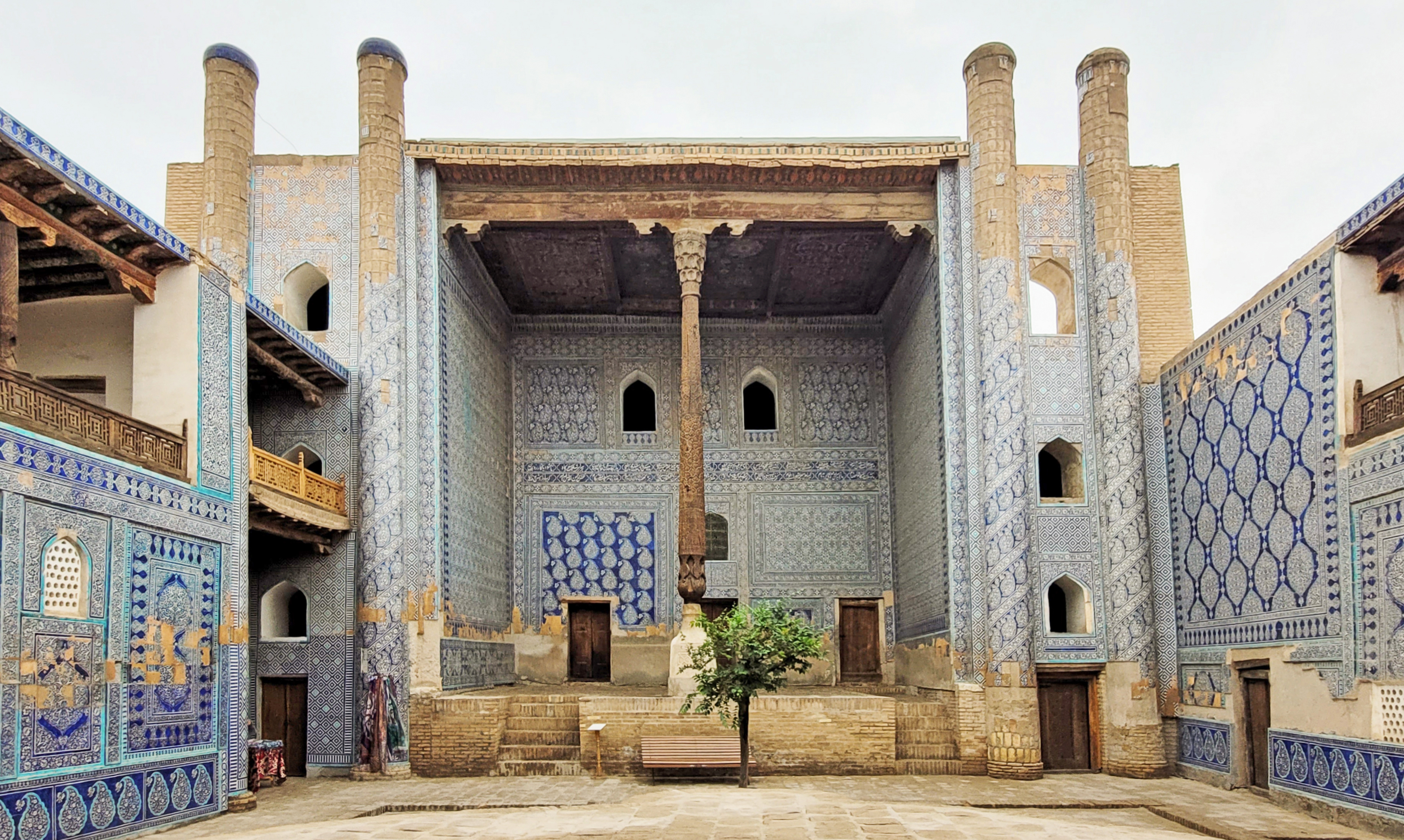
Vue de l'iwan du khan
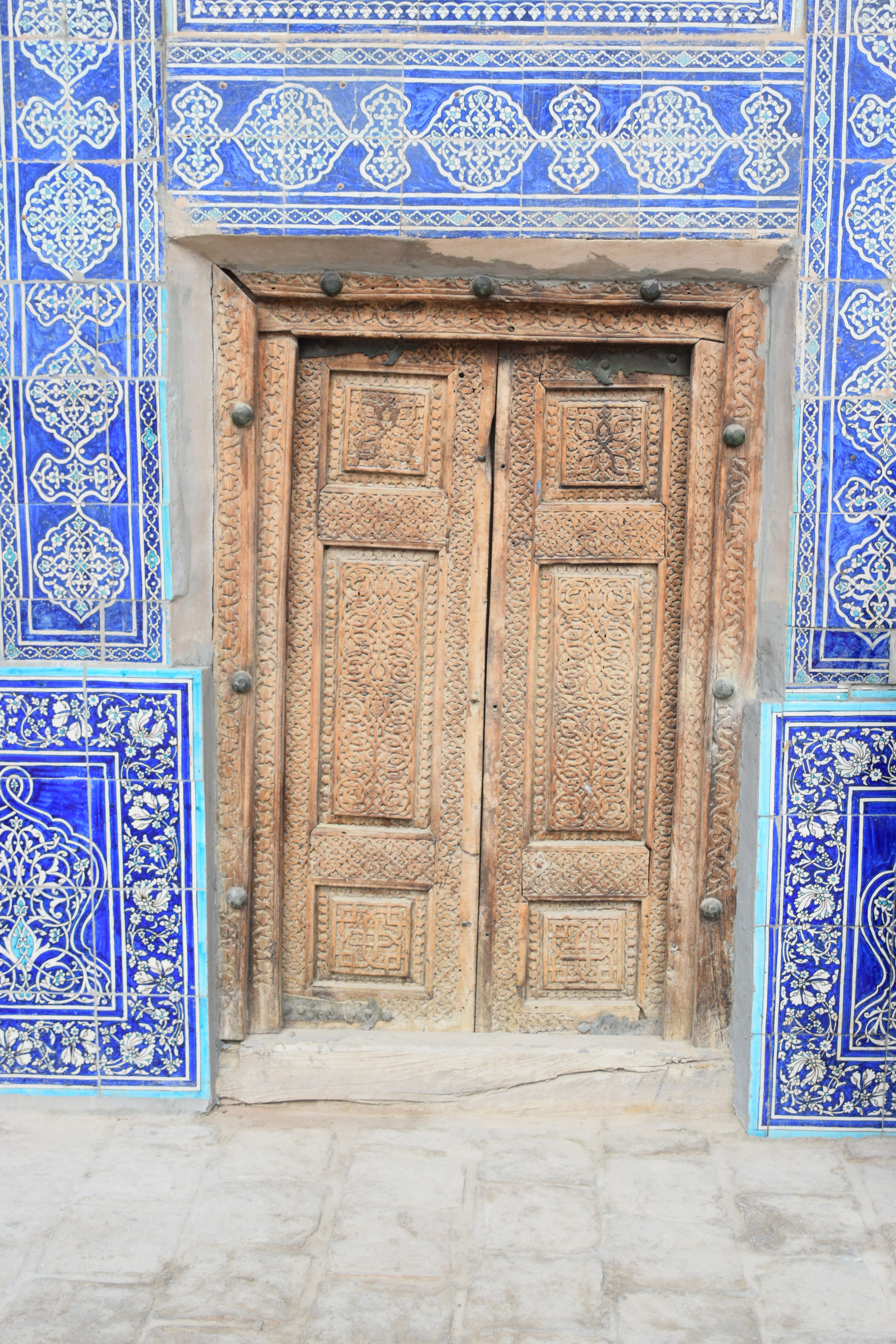
Porte dans la Cour de Justice
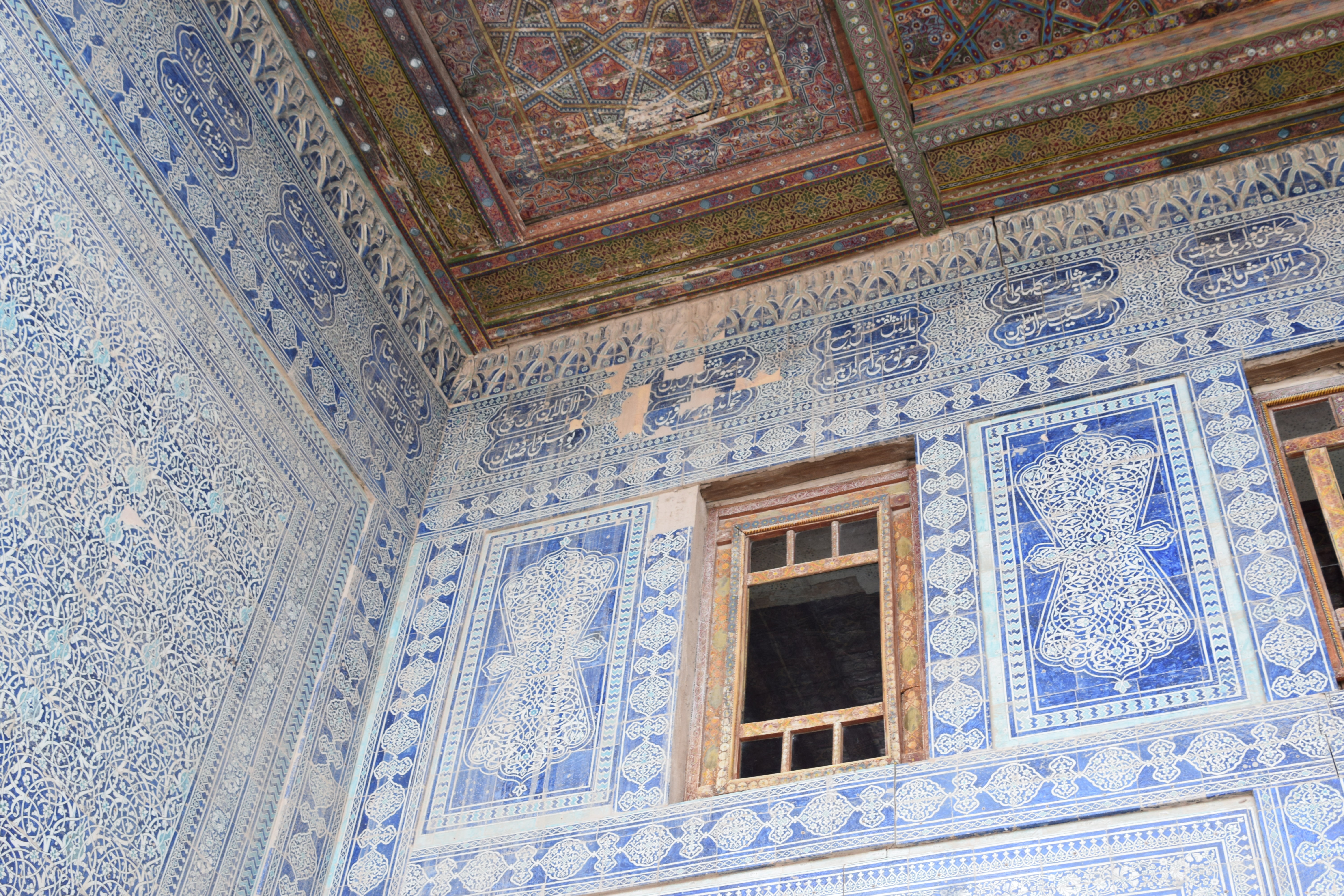
Cour de Justice: détail

## Historique
L'architecte du palais, Nourmouhamad Tadjikhan, connut un sort tragique et fréquent des cours orientales d'autrefois: le khan ordonna qu'ont le fît empaler pour avoir déclaré être dans l'impossibilité de terminer la construction du palais en deux ans. Son successeur, Kalandarou Khivaghi, mit toutefois huit ans à le terminer, mais n'eut pas heureusement l'insolence de le dire. Le fameux céramiste Abdoullah Djinn contribua à la décoration du palais.
Le palais fut la résidence du khan de 1841 à 1880, date à laquelle Mohammed Rahim Khan II s'installa à Kounya Ark.
Le règne d'Alla Kouli Khan se caractérisa par une reprise en main et un pouvoir fort. Il rencontra quelques succès en politique étrangère et renforça ses liens commerciaux avec l'Empire russe. Cette prospérité lui permit de faire construire et de décorer richement son nouveau palais.

## Dimensions
- Ensemble: 80 mètres х 80 mètres;
- Harem: 80 mètres х 42 mètres;
- Cour du harem: 49 mètres х 15 mètres;
- Mekhmonkhaneh: 43 mètres х 36,5 mètres;
- Arzkhaneh: 35 mètres х 40 mètres.